# Jesús Vidal Chamorro
Jesús Vidal Chamorro (Madrid, 6 de maio de 1974) é um prelado espanhol da Igreja Católica, atual bispo de Segóvia.

## Biografia

### Educação
Madrileño, do bairro Ciudad Lineal , Vidal se formou em Ciências Econômicas e Empresariais pela Universidade Complutense de Madrid em 1997, após o que ingressou no Seminário do Conselho de Madri . Após sua ordenação sacerdotal, formou-se em teologia moral pela Universidade Eclesiástica de San Dámaso. Com quarenta e três anos de idade na época de sua ordenação, ele era o bispo mais jovem do episcopado espanhol.

### Presbítero
Foi ordenado sacerdote em 8 de maio de 2004 na Catedral de Almudena. Desde sua ordenação, ele ocupou vários cargos na diocese de Madri:
- Vigário Paroquial de Nossa Senhora do Rosário de Fátima (maio a outubro de 2004).
- Vice-Conselheiro para a Ação Católica Geral de Madri (2004-2008).
- Conselheiro diocesano da Ação Católica Geral de Madri (2008-2015) e Manos Unidas (2008-2013).
- Reitor do Oratório do Santo Filho do Remédio (2008-2015).
- Delegado Episcopal da Infância e Juventude (2013-2015).
- Reitor do Seminário do Conselho de Madri (2015-2018).
- Pastor de Santa Maria da Cabeza (2016-2017).
- Membro do Conselho Presbiteral (2012-2017).
- Membro do Colégio de Consultores (2017).

### Bispo
Em 29 de dezembro de 2017, sua nomeação foi anunciada pelo Papa Francisco como bispo auxiliar de Madrid, juntamente com os padres José Cobo Cano e Santos Montoya Torres. Em 17 de fevereiro de 2018, recebeu a ordenação episcopal como bispo titular de Elepla na catedral de Almudena, do cardeal Dom Carlos Osoro Sierra, arcebispo de Madrid, coadjuvado pelo cardeal Dom Antonio Maria Rouco Varela, arcebispo emérito de Madrid e por Dom Renzo Fratini, núncio apostólico na Espanha.
Em 3 de dezembro de 2024, foi nomeado pelo Papa Francisco como bispo da Diocese de Segóvia.